# 常陰均
常陰 均（つねかげ ひとし、1954年8月6日 - ）は日本の銀行家。兵庫県姫路市出身。
2011年から2021年まで三井住友信託銀行代表取締役、2015年から2018年まで信託協会会長。

## 来歴
淳心学院高等学校を経て、1977年に大阪大学法学部を卒業し、住友信託銀行に入社。以後同社で証券業務部長、企画部長、執行役員、取締役兼常務執行役員を歴任、2008年に森田豊の後任として同社取締役社長に就任したが、2016年に行われた金融庁検査において、検査通知とは別に、常陰が「トップに君臨する期間が長すぎ、その弊害が生じている」とガバナンスの脆弱性を異例の所感にて指摘された後、2021年3月31日付けで三井住友トラスト・ホールディングスおよび三井住友信託銀行の取締役会長を辞任した。
現在関西経済連合会経済財政委員長。